# Faide de Scampia
La Faide de Scampia (italien : faida di Scampia) est une guerre de gangs de la Camorra à Scampia dans la ville de Naples entre 2004 et 2005. De violents affrontements ont lieu entre le Clan Di Lauro, de Secondigliano, et les « sécessionnistes », une faction dissidente de la banlieue nord de Naples qui a tenté d'affirmer son contrôle sur le trafic de drogue et la prostitution dans la région.

## Histoire

### Première faide de Scampia
Paolo Di Lauro, chef du clan de la Camorra, est le baron d'un empire de la drogue, qui fait le trafic de la cocaïne et de l'héroïne. Di Lauro accorde aux autorités du quartier une relative autonomie en échange de la réduction des recettes.
Il entre en clandestinité, le 23 septembre 2002, pendant que les autorités commencent à le traquer. Il cède l'organisation à Vincenzo Di Lauro, l'un de ses dix fils.
Après l'arrestation de Vincenzo, le 1er avril 2004, Cosimo Di Lauro (en) prend les rênes de l'organisation,. Il commence à  centraliser le trafic de drogue afin de recevoir davantage des commissions de la part des autres trafiquants. Il les autorise toutefois, à acheter de la drogue où ils le souhaitent. Ces dispositions froissent les affiliés les plus anciens du clan, qui commencent à se rebeller. Le Cosimo Di Lauro élimine les anciens membres du clan au profit des jeunes affiliés. Pour se venger, une faction connue sous le nom de « sécessionnisteos » défie les Di Lauro en octobre 2004.
L'un des revendeurs locaux, Raffaele Amato, conteste les nouvelles règles avant de s'enfuir en Espagne pour perpétrer une révolte contre ses anciens patrons. À Scampia, on les appelle les « Espagnols ».
Le 28 octobre 2004, Raffaele Amato  commandite l'assassinat de Fulvio Montanino et de Claudio Salierno qui sont fidèles à Cosimo Di Lauro. Trois jours plus tard, lors de leurs funérailles, la police arrête deux hommes armés de mitraillettes qui prévoyaient de tirer sur le cortège funèbre,. Les deux organisations se sont affrontées avec une violence terrifiant même les carabiniers les plus endurcis.
Le 21 novembre 2004, la jeune Gelsomina Verde, âgée de 21 ans, est torturée et assassinée après son enlèvement pour la contraindre à révéler le lieu où se trouve son ancien petit ami, Gennaro Notturno, un membre du clan Scissionisti. Son corps est, ensuite, placé dans un véhicule qui a été incendié.
Déploré par l'opinion publique, son assassinat conduit à une énorme répression des autorités contre la Camorra. « Il faut relever ce défi et l'État doit y prêter attention », déclare alors Antonio Bassolino, gouverneur de la région de Campanie. Deux jours plus tard, le ministre de l'Intérieur Giuseppe Pisanu envoie 325 policiers supplémentaires dans cette région ayant déjà le ratio policiers/habitants le plus élevé d'Italie. Le 7 décembre 2004, une opération impliquant 1 500 policiers permet d'arrêter 52 camorristes présumés, dont Ciro Di Lauro,.
Le 21 janvier 2005, le frère de Cosimo Di Lauro est aussi arrêté ainsi que Raffaele Amato, le chef d'une des organisations rivales, le 26 février 2005, . Le 16 septembre 2005, la police arrête Paolo Di Lauro dans un appartement à Secondigliano,, .
Traduit en justice, il est condamné à 30 ans de prison pour trafic de drogue. Deux semaines plus tard, Paolo Di Lauro embrasse publiquement Vincenzo Pariante, l'un des chefs des « sécessionnistes », lors d'une audience au tribunal. Les enquêteurs l'interprètent comme une réconciliation. Toutefois, les meurtres ont continué en 2008[réf. nécessaire].
En février 2008, Vincenzo Licciardi, un des chefs de l'Alliance Secondigliano est arrêté. Il figurait sur la liste des fugitifs les plus recherchés en Italie depuis juillet 2004.

### Deuxième faide de Scampia
La deuxième faide de Scampia (italien : Seconda faida di Scampia) est un conflit interne de l'organisation criminelle des Scissionisti di Secondigliano qui a lieu d'août 2012 à décembre de la même année. Quelques meurtres sont enregistrés après un affrontement survenu entre 2013 et 2014.

## Dans la culture populaire
- Le journaliste Roberto Saviano aborde la première faide de Scampia dans son livre Gomorra paru en 2006.
- Le film italien Gomorra de 2008 et la série télévisée dérivée de cinq saisons (2014-2021) de Sky Atlantic, Gomorra se sont inspirés de cet ouvrage.